# Maximiliano Gutiérrez
Maximiliano José Gutiérrez Jara (* 3. Mai 2004 in Chiguayante) ist ein chilenischer Fußballspieler. Der Außenverteidiger steht aktuell beim CD Huachipato unter Vertrag.

## Karriere

### Verein
Maximiliano Gutiérrez spielte in der Jugend von CD Huachipato und kam 2022 in die Profimannschaft des Vereins, in der er im August 2022 in der Copa Chile debütierte. Hauptsächlich wurde er aber in der U21-Mannschaft eingesetzt, mit der er 2022 die chilenische Meisterschaft gewann. In der Meistersaison 2023 kämpfte er mit seinem Bruder Joaquín Gutiérrez und mit Felipe Loyola um Spielzeit, bekam diese aber nur in der Copa Chile. In der Saison 2024 überzeugte er nach der Verletzung von Loyola mit seiner Leistung.

### In der Nationalmannschaft
Gutiérrez spielte für verschiedene Junioren-Auswahlteams der La Roja von der U15-Nationalmannschaft bis zur U20-Nationalmannschaft.

## Erfolge
Huachipato
- Chilenischer Meister: 2023

## Sonstiges
Sein älterer Bruder Joaquín Gutiérrez ist ebenfalls Profifußballspieler.